# Goniopecten
Goniopecten är ett släkte av sjöstjärnor. Goniopecten ingår i familjen Goniopectinidae.
Kladogram enligt Catalogue of Life:
| Goniopecten | \| \| Goniopecten asiaticus \| \| \| \| \| \| Goniopecten binghami \| \| \| \| \| \| Goniopecten demonstrans \| \| \| \| |
|             | \| \| Goniopecten asiaticus \| \| \| \| \| \| Goniopecten binghami \| \| \| \| \| \| Goniopecten demonstrans \| \| \| \| |
|             | Pectinidiscus |
|             | |
|             | Prionaster |
|             | |
|             | Goniopecten asiaticus |
|             | |
|             | Goniopecten binghami |
|             | |
|             | Goniopecten demonstrans                                                                                                  |
|             | |

|  | Goniopecten asiaticus   |
|  |                         |
|  | Goniopecten binghami    |
|  |                         |
|  | Goniopecten demonstrans |
|  |                         |